# قاعدة بيانات الكرة الطائرة الشاطئية
قاعدة بيانات الكرة الطائرة (بالإنجليزية: Beach Volleyball Database)‏ موقع على الأنترنت يتوفر على معلومات شاملة ودقيقة حول التاريخ والبطولات واللاعبين العالميين للكرة الطائرة الشاطئية، ينشر الموقع نتائج البطولات العالمية والقارية في هذه الرياضة إضافة إلى أخبار حولها ويحدثها بين الفينة والأخرى. يعتبر الموقع الوحيد من نوعه في مجال الكرة الطائرة الشاطئية.
صرح «تيم سيمونز» مأمور العمليات الصحفية لمنظمة محترفي الكرة الطائرة (AVP) بأن 'قاعدة بيانات الكرة الطائرة الشاطئية' كان لها تأثير كبير على الرياضة. وقال أن المعلومات التي يمكن الوصول إليها الآن بسهولة من خلال الموقع كانت تأخد وقتا طويلا للبحث عنها في عدة مصادر. فالآن يمكن للرياضيين المحترفين وضع أهداف بعيدة المدى بناء على نتائجهم مقارنة بغيرهم من لاعبي الكرة الطائرة المحترفين.

## تاريخ
أطلق «دينيس واغنر» قاعدة بيانات الكرة الطائرة يوم 2 يناير 1999. يدير «واغنر» (الملقب بدوكتور أونو) الموقع وحده مجانا، وقد قضى آلاف الساعات على الموقع من طرفية حاسوب بمنزله.

## وصلات خارجية
الموقع: www.bvbinfo.com